# Digama lithosioides
Digama lithosioides är en fjärilsart som beskrevs av Swinhoe 1907. Digama lithosioides ingår i släktet Digama och familjen björnspinnare. Inga underarter finns listade i Catalogue of Life.